# Општина Канасин (Јукатан)
Канасин (шп. Kanasín) општина је у Мексику у савезној држави Јукатан. Општина се налази на надморској висини од 9 м.

## Становништво
Према подацима из 2010. у општини је живело 78709 становника.

### Хронологија
| Година       | 2000                  | 2005                  | 2010                  |
| ------------ | --------------------- | --------------------- | --------------------- |
| Становништво | 39191 (19534 / 19657) | 51774 (25773 / 26001) | 78709 (39102 / 39607) |

### Попис
| \| \| м \| \| \| ж \| \| 0—2 \| 2.702 \| \| \| 2.560 \| \| 3—5 \| 2.641 \| \| \| 2.752 \| \| 6—11 \| 4.976 \| \| \| 4.762 \| \| 12—14 \| 2.165 \| \| \| 2.144 \| \| 15—17 \| 2.093 \| \| \| 2.126 \| \| 18—24 \| 5.173 \| \| \| 5.245 \| \| 60+ \| 1.756 \| \| \| 1.792 \| \| Просек : \| 27,4 \| \| \| 27,7 \| |       |  |  |       |
| |       |  |  |       |
| | м     |  |  | ж     |
| 0—2 | 2.702 |  |  | 2.560 |
| 3—5 | 2.641 |  |  | 2.752 |
| 6—11 | 4.976 |  |  | 4.762 |
| 12—14 | 2.165 |  |  | 2.144 |
| 15—17 | 2.093 |  |  | 2.126 |
| 18—24 | 5.173 |  |  | 5.245 |
| 60+ | 1.756 |  |  | 1.792 |
| Просек : | 27,4  |  |  | 27,7  |

| #   | Индикатор                                                                                        | Вредност |
| --- | ------------------------------------------------------------------------------------------------ | -------- |
| 1   | Становништво од 0 до 2 године                                                                    | 5262     |
| 2   | Мушко становништво од 0 до 2 године                                                              | 2702     |
| 3   | Женско становништво од 0 до 2 године                                                             | 2560     |
| 4   | Становништво са 3 и више година                                                                  | 72181    |
| 5   | Мушко становништво са 3 и више година                                                            | 35769    |
| 6   | Женско становништво са 3 и више година                                                           | 36412    |
| 7   | Становништво са 5 и више година                                                                  | 68503    |
| 8   | Мушко становништво са 5 и више година                                                            | 33983    |
| 9   | Женско становништво са 5 и више година                                                           | 34520    |
| 10  | Становништво са 12 и више година                                                                 | 57050    |
| 11  | Мушко становништво са 12 и више година                                                           | 28152    |
| 12  | Женско становништво са 12 и више година                                                          | 28898    |
| 13  | Становништво са 15 и више година                                                                 | 52741    |
| 14  | Мушко становништво са 15 и више година                                                           | 25987    |
| 15  | Женско становништво са 15 и више година                                                          | 26754    |
| 16  | Становништво са 18 и више година                                                                 | 48522    |
| 17  | Мушко становништво са 18 и више година                                                           | 23894    |
| 18  | Женско становништво са 18 и више година                                                          | 24628    |
| 19  | Становништво од 3 до 5 година                                                                    | 5393     |
| 20  | Мушко становништво од 3 до 5 година                                                              | 2641     |
| 21  | Женско становништво од 3 до 5 година                                                             | 2752     |
| 22  | Становништво од 6 до 11 година                                                                   | 9738     |
| 23  | Мушко становништво од 6 до 11 година                                                             | 4976     |
| 24  | Женско становништво од 6 до 11 година                                                            | 4762     |
| 25  | Становништво од 8 до 14 година                                                                   | 10634    |
| 26  | Мушко становништво од 8 до 14 година                                                             | 5427     |
| 27  | Женско становништво од 8 до 14 година                                                            | 5207     |
| 28  | Становништво од 12 до 14 година                                                                  | 4309     |
| 29  | Мушко становништво од 12 до 14 година                                                            | 2165     |
| 30  | Женско становништво од 12 до 14 година                                                           | 2144     |
| 31  | Становништво од 15 до 17 година                                                                  | 4219     |
| 32  | Мушко становништво од 15 до 17 година                                                            | 2093     |
| 33  | Женско становништво од 15 до 17 година                                                           | 2126     |
| 34  | Становништво од 18 до 24 године                                                                  | 10418    |
| 35  | Мушко становништво од 18 до 24 године                                                            | 5173     |
| 36  | Женско становништво од 18 до 24 године                                                           | 5245     |
| 37  | Женско становништво од 15 до 49 година                                                           | 22455    |
| 38  | Становништво са 60 и више година                                                                 | 3548     |
| 39  | Мушко становништво са 60 и више година                                                           | 1756     |
| 40  | Женско становништво са 60 и више година                                                          | 1792     |
| 41  | Однос између мушкараца и жена                                                                    | 98.72    |
| 42  | Становништво од нуле до 14 година                                                                | 24702    |
| 43  | Становништво од 15 до 64 године                                                                  | 50602    |
| 44  | Становништво од 65 година и више                                                                 | 2139     |
| 45  | Просечан број деце                                                                               | 2.03     |
| 46  | Становништво рођено у ентитету                                                                   | 69163    |
| 47  | Мушко становништво рођено у ентитету                                                             | 34311    |
| 48  | Женско становништво рођено у ентитету                                                            | 34852    |
| 49  | Становништво рођено у другом ентитету                                                            | 7940     |
| 50  | Мушко становништво рођено у другом ентитету                                                      | 3980     |
| 51  | Женско становништво рођено у другом ентитету                                                     | 3960     |
| 52  | Становништво од 5 година и више резидентно у ентитету у јуну 2005. године                        | 65593    |
| 53  | Мушко становништво старосног доба од 5 година и више, резидентно у ентитету у јуну 2005. године  | 32468    |
| 54  | Женско становништво старосног доба од 5 и више година, резидентно у ентитету у јуну 2005. године | 33125    |
| 55  | Становништво од 5 година и више које је живело у другом ентитету у јуну 2005. године             | 2416     |
| 56  | Мушко становништво старије од 5 година које је живело у другом ентитету у јуну 2005. године      | 1255     |
| 57  | Женско становништво старије од 5 година које је живело у другом ентитету у јуну 2005. године     | 1161     |
| 58  | Становништво од 3 године и више које говори аутохтони језик                                      | 13555    |
| 59  | Мушко становништво старо 3 године и више које говори аутохтони језик                             | 6886     |
| 60  | Женско становништво старо 3 године и више које говори аутохтони језик                            | 6669     |
| 61  | Становништво од 3 године и више које говори аутохтони језик и не говори шпански језик            | 186      |
| 62  | Мушко становништво старо 3 године и више које говори аутохтони језик и не говори шпански         | 83       |
| 63  | Женско становништво старо 3 године и више које говори аутохтони језик и не говори шпански језик  | 103      |
| 64  | Становништво старо 3 године и више које говори аутохтони језик и шпански                         | 13142    |
| 65  | Мушко становништво старо 3 године и више које говори аутохтони језик и шпански                   | 6698     |
| 66  | Женско становништво старо 3 године и више које говори аутохтони језик и шпански                  | 6444     |
| 67  | Становништво од 5 година и више које говори аутохтони језик                                      | 13527    |
| 68  | Становништво од 5 година и више које говори аутохтони језик и не говори шпански језик            | 186      |
| 69  | Становништво од 5 година и више које говори аутохтони језик и говори шпански језик               | 13116    |
| 70  | Становништво у домородачким домаћинствима                                                        | 31691    |
| 71  | Становништво са ограничењима у активностима                                                      | 2561     |
| 72  | Становништво са ограниченим ходањем или кретањем, горе или доле                                  | 1466     |
| 73  | Становници са ограничењима вида, чак и уз кориштење сочива                                       | 609      |
| 74  | Становништво са ограничењима говора, комуникације или конверзације                               | 320      |
| 75  | Становништво са ограниченим слухом                                                               | 188      |
| 76  | Становништво са ограничењима при одевању, купању или јелу                                        | 164      |
| 77  | Становништво са ограничењима у опажању или учењу једноставних ствари                             | 164      |
| 78  | Становништво са менталним ограничењима                                                           | 250      |
| 79  | Становништво без ограничења активности                                                           | 74530    |
| 80  | Становништво од 3 до 5 година које не похађа школу                                               | 2391     |
| 81  | Мушко становништво од 3 до 5 година које не похађа школу                                         | 1166     |
| 82  | Женско становништво од 3 до 5 година које не похађа школу                                        | 1225     |
| 83  | Становништво од 6 до 11 година које не похађа школу                                              | 295      |
| 84  | Мушко становништво од 6 до 11 година које не похађа школу                                        | 164      |
| 85  | Женско становништво од 6 до 11 година које не похађа школу                                       | 131      |
| 86  | Становништво од 12 до 14 година које не похађа школу                                             | 371      |
| 87  | Мушко становништво од 12 до 14 година које не похађа школу                                       | 190      |
| 88  | Женско становништво од 12 до 14 година које не похађа школу                                      | 181      |
| 89  | Становништво од 15 до 17 година похађа школу                                                     | 2655     |
| 90  | Мушко становништво од 15 до 17 година похађа школу                                               | 1325     |
| 91  | Женско становништво између 15 и 17 година живота у школи                                         | 1330     |
| 92  | Становништво од 18 до 24 године похађа школу                                                     | 1907     |
| 93  | Мушко становништво од 18 до 24 године похађа школу                                               | 1000     |
| 94  | Женско становништво од 18 до 24 године похађа школу                                              | 907      |
| 95  | Становништво од 8 до 14 година које не може да чита и пише                                       | 443      |
| 96  | Мушко становништво старосног доба од 8 до 14 година које не може да чита и пише                  | 264      |
| 97  | Женско становништво старосног доби од 8 до 14 година које не може да чита и пише                 | 179      |
| 98  | Становништво од 15 година и више које је неписмено                                               | 3820     |
| 99  | Мушко становништво од 15 година и више које је неписмено                                         | 1461     |
| 100 | Женско становништво од 15 година и више које је неписмено                                        | 2359     |
| 101 | Становништво старо 15 и више година без школовања                                                | 3648     |
| 102 | Мушко становништво старо 15 и више година без школовања                                          | 1469     |
| 103 | Женско становништво старо 15 и више година без школовања                                         | 2179     |
| 104 | Становништво старосног доба 15 и више година са непотпуним основним образовањем                  | 8046     |
| 105 | Мушко становништво старосног доба од 15 година и више са непотпуном основним образовањем         | 3787     |
| 106 | Женско становништво старосног доба 15 и више година са непотпуном основним образовањем           | 4259     |
| 107 | Становништво старо 15 и више година са комплетним основним образовањем                           | 8501     |
| 108 | Мушко становништво старо 15 година и више са комплетним основним образовањем                     | 3922     |
| 109 | Женско становништво старо 15 и више година са комплетним основним образовањем                    | 4579     |
| 110 | Становништво старосног доба 15 и више година са непотпуним средњим образовањем                   | 3640     |
| 111 | Мушко становништво старосног доба од 15 година и више са непотпуним средњим образовањем          | 2034     |
| 112 | Женско становништво старосног доба од 15 година и више са непотпуним средњим образовањем         | 1606     |
| 113 | Становништво старо 15 и више година са пуним секундарном образовањем                             | 13429    |
| 114 | Мушко становништво старосног доба од 15 година и више са пуним секундарном образовањем           | 6861     |
| 115 | Женско становништво старосног доба од 15 година и више са пуним секундарном образовањем          | 6568     |
| 116 | Становништво старије од 18 година са постосновним образовањем                                    | 14299    |
| 117 | Мушко становништво старије од 18 година са постосновним образовањем                              | 7404     |
| 118 | Женско становништво старије од 18 година са постосновним образовањем                             | 6895     |
| 119 | Просечна оцена школовања                                                                         | 7.96     |
| 120 | Просечан ниво образовања мушке популације                                                        | 8.19     |
| 121 | Просечан ниво образовања женског становништва                                                    | 7.74     |
| 122 | Економски активно становништво                                                                   | 33529    |
| 123 | Економски активна мушка популација                                                               | 22497    |
| 124 | Економски активна женска популација                                                              | 11032    |
| 125 | Становништво које није економски активно                                                         | 23281    |
| 126 | Мушко становништво које није економски активно                                                   | 5534     |
| 127 | Женско становништво које није економски активно                                                  | 17747    |
| 128 | Запослено становништво                                                                           | 32554    |
| 129 | Запослено мушко становништво                                                                     | 21760    |
| 130 | Запослено женско становништво                                                                    | 10794    |
| 131 | Незапослена популација                                                                           | 975      |
| 132 | Незапослена мушка популација                                                                     | 737      |
| 133 | Незапослена женска популација                                                                    | 238      |
| 134 | Становништво без права на здравствене услуге                                                     | 21012    |
| 135 | Становништво које има право на здравствене услуге                                                | 56249    |
| 136 | Становништво које има право на ИМСС                                                              | 37881    |
| 137 | Становништво које има право на социјално осигурање                                               | 1292     |
| 138 | Становништво које има право на државно социјално осигурање                                       | 84       |
| 139 | Становништво које има право на опште осигурање или здравствено осигурање за нову генерацију      | 16110    |
| 140 | Становништво које је било једном или није било у браку током 12 година и више                    | 17114    |
| 141 | Венчано или уједињено становништво од 12 година и више                                           | 35165    |
| 142 | Становништво које је било у браку или уједињено 12 година и више                                 | 4620     |
| 143 | Становништво са католичком религијом                                                             | 61851    |
| 144 | Протестанти, еванђелисти и библијски следбеници различити од еванђелиста                         | 10556    |
| 145 | Становништво са другим религијама различитим од претходних                                       | 36       |
| 146 | Становништво без религије                                                                        | 4486     |
| 147 | Укупно пописаних домаћинства                                                                     | 19893    |
| 148 | Пописна домаћинства на челу са мушкарцима                                                        | 15806    |
| 149 | Пописна домаћинства на челу са женама                                                            | 4087     |
| 150 | Становништво у пописним домаћинствима                                                            | 77361    |
| 151 | Становништво у пописним домаћинствима на челу са мушкарцима                                      | 62563    |
| 152 | Становништво у пописним домаћинствима на челу са женама                                          | 14798    |
| 153 | Укупно домаћинстава                                                                              | 28896    |
| 154 | Укупно насељених домаћинстава                                                                    | 20314    |
| 155 | Укупно приватних кућа                                                                            | 28475    |
| 156 | Насељени приватни домови                                                                         | 19893    |
| 157 | Укупно насељених приватних кућа                                                                  | 20309    |
| 158 | Ненасељене приватне куће                                                                         | 6379     |
| 159 | Појединачна домаћинства за привремену употребу                                                   | 2203     |
| 160 | Становници у насељеним приватним кућама                                                          | 77361    |
| 161 | Насељеност станара у приватним становима                                                         | 3.89     |
| 162 | Просечно становника по соби у приватним насељеним домаћинствима                                  | 1.19     |
| 163 | Појединачна домаћинства са подовима од различитих материјала од земље                            | 19487    |
| 164 | Појединачна домаћинства у приземљу                                                               | 344      |
| 165 | Појединачна домаћинства са једном спаваћом собом                                                 | 7952     |
| 166 | Појединачна домаћинства са две спаваће собе и више                                               | 11894    |
| 167 | Појединачна домаћинства са једним собом                                                          | 1585     |
| 168 | Појединачна домаћинства са две собе                                                              | 3540     |
| 169 | Појединачна домаћинства са 3 собе и више                                                         | 14704    |
| 170 | Појединачна домаћинства која имају електрично светло                                             | 19607    |
| 171 | Појединачна домаћинства која немају електрично светло                                            | 252      |
| 172 | Појединачна домаћинства која имају водоводну воду у стамбеном простору                           | 18690    |
| 173 | Појединачна домаћинства која немају водоводну воду у стамбеном простору                          | 1143     |
| 174 | Појединачна домаћинства која имају тоалет                                                        | 18767    |
| 175 | Појединачна домаћинства која имају канализацију                                                  | 17547    |
| 176 | Појединачна домаћинства која немају канализацију                                                 | 2274     |
| 177 | Појединачна домаћинства која имају електрично светло, довод воде из јавне мреже и канализацију   | 16894    |
| 178 | Појединачна домаћинства без икаквих услова                                                       | 175      |
| 179 | Појединачна домаћинства која имају радио                                                         | 16148    |
| 180 | Појединачна домаћинства која имају телевизор                                                     | 19144    |
| 181 | Појединачна домаћинства која имају фрижидер                                                      | 16906    |
| 182 | Појединачна домаћинства која имају машину за веш                                                 | 14895    |
| 183 | Појединачна домаћинства која имају аутомобил или комби                                           | 5798     |
| 184 | Појединачна домаћинства која имају рачунар                                                       | 3470     |
| 185 | Појединачна домаћинства која имају фиксну телефонску линију                                      | 4512     |
| 186 | Појединачна домаћинства која имају мобилни телефон                                               | 16290    |
| 187 | Појединачна домаћинства која имају приступ интернету                                             | 1828     |